# فرانسوا نوریسیه
فرانسوا نوریسیه (به فرانسوی: François Nourissier) نویسنده قرن بیستم میلادی اهل فرانسه بود.